# Droguetia gaudichaudiana
Espèce
Droguetia gaudichaudiana est une espèce de plantes à fleurs de la famille des urticacées. Elle est endémique de l'île de La Réunion, département d'outre-mer français dans le sud-ouest de l'océan Indien.